# Pętla (film 1928)
Pętla (ang. The Noose) – amerykański film z 1928 roku w reżyserii Johna Francisa Dillona.

## Nagrody i nominacje
| Nazwa nagrody | Wygrane            | Nominacje                                                                                         |
| ------------- | ------------------ | ------------------------------------------------------------------------------------------------- |
| Oscar         | 1929 bez rezultatu | 1929 Najlepszy aktor pierwszoplanowy Richard Barthelmess (również za film The Patent Leather Kid) |